# 東妮獎歷年得獎列表
表列1947年－1994年每年東妮獎頒發獎項與獲獎名單列表

## 第一届東妮奖（1947年）
- 最佳音乐剧表演奖：彩虹（大卫·韦恩）
- 最佳原作曲奖：街景（库尔特·威尔）
- 最佳服装设计奖：街景（斯特里特·塞内）
- 最佳舞蹈编导奖：布里格多纳（艾格尼斯·德米尔），彩虹（麦克·基德）

## 第二届東妮奖（1948年）
- 最佳音乐剧奖：翅膀上的鹰
- 最佳指挥奖：彩虹 (音乐剧)（马克思·梅斯）

## 第三届東妮奖（1949年）
- 最佳音乐剧奖：吻我凯特
- 最佳音乐剧表演奖：查理在哪里（雷·博尔杰），热爱生活（南特·法布雷）
- 最佳指挥奖：当姑娘们离开时（马克思·梅斯）
- 最佳服装设计奖：吻我凯特（勒缪尔·阿叶斯）
- 最佳舞蹈编导奖：借我一只耳朵（高尔·钱皮恩）

## 第四届東妮奖（1950年）
- 最佳音乐剧奖：南太平洋
- 最佳原作曲奖：南太平洋（理查德·罗杰斯）
- 最佳剧本奖：南太平洋（奥斯卡·汉默斯坦二世，约书亚·洛根）
- 最佳音乐剧男演员奖：南太平洋（艾西奥·平萨）
- 最佳音乐剧女演员奖：南太平洋（玛丽·马丁）
- 最佳音乐剧男配角奖：南太平洋（迈依·迈考密克）
- 最佳音乐剧女配角奖：南太平洋（朱厄妮塔·霍尔）
- 最佳导演奖：南太平洋（约书亚·洛根）
- 最佳指挥奖：里贾纳（莫里斯·亚伯拉文内尔）
- 最佳服装设计奖：里贾纳（艾琳·伯恩斯坦）
- 最佳舞蹈编导奖：接触并离开（海伦·塔米里斯）

## 第五届東妮奖（1951年）
- 最佳音乐剧奖：少男少女
- 最佳原作曲奖：称我夫人（欧文·伯林）
- 最佳音乐剧男演员奖：少男少女（罗伯特·阿尔达）
- 最佳音乐剧女演员奖：称我夫人（阿瑟尔·莫曼）
- 最佳音乐剧男配角奖：称我夫人（拉塞尔·纳佩）
- 最佳音乐剧女配角奖：少男少女（伊莎贝尔·比格雷）
- 最佳导演奖：少男少女（乔治·S·考夫曼）
- 最佳舞蹈编导奖：少男少女（麦克·基德）

## 第六届東妮奖（1952年）
- 最佳音乐剧奖：国王与我 (音乐剧)
- 最佳音乐剧男演员奖：香蕉王（菲尔·西尔沃斯）
- 最佳音乐剧女演员奖：国王与我 (音乐剧)（戈特鲁德·劳伦斯）
- 最佳音乐剧男配角奖：国王与我 (音乐剧)（尤·伯连纳）
- 最佳音乐剧女配角奖：派·卓伊（何伦·加拉戈）
- 最佳指挥奖：派·卓伊（马克思·梅斯）
- 最佳布景设计奖：国王与我 (音乐剧)（乔·米尔辛纳）
- 最佳服装设计奖：国王与我 (音乐剧)（艾林纳·沙拉夫）
- 最佳舞蹈编导奖：派·卓伊（罗伯特·阿尔顿）
- 最佳舞台技师奖：称我夫人（皮德·菲勒）

## 第七届東妮奖（1953年）
- 最佳音乐剧奖：迷人的城市
- 最佳音乐剧男演员奖：里兹尔·佛拉格（托马斯·米切尔）
- 最佳音乐剧女演员奖：迷人的城市（罗莎林德·拉塞尔）
- 最佳音乐剧男配角奖：两个人的公司（海勒姆·舍曼）
- 最佳音乐剧女配角奖：希望你也在这里（希尔斯·邦德）
- 最佳指挥奖：迷人的城市（阿贝·库尔尼特）
- 最佳布景设计奖：迷人的城市（拉乌尔·佩内·杜·博伊斯）
- 最佳服装设计奖：里兹尔·佛拉格（麦尔斯·怀特）
- 最佳舞蹈编导奖：迷人的城市（唐纳德·萨德勒）

## 第八届東妮奖（1954年）
- 最佳音乐剧：命運
- 最佳音乐剧男主角：命運（艾尔弗雷德·德雷克）
- 最佳音乐剧女主角：翁蒂娜（奧黛麗·赫本）
- 最佳音乐剧男配角：约翰·默里·安迪生的年鉴（哈里·贝拉方特）
- 最佳音乐剧女配角：坎坎舞（格温·弗登）
- 最佳指挥：命运（路易斯·阿德里安）
- 最佳舞蹈：坎坎舞（麦克·基德）
- 最佳背景設計：翁蒂娜（约翰·戴维斯）

## 第九届東妮奖（1955年）
- 最佳音乐剧奖：睡衣游戏
- 最佳音乐剧男演员奖：有趣的（沃尔特·斯莱扎克）
- 最佳音乐剧女演员奖：彼得·潘（玛丽·马丁）
- 最佳音乐剧男配角奖：彼得·潘（西里·理查德）
- 最佳音乐剧女配角奖：睡衣游戏（卡罗尔·黑尼）
- 最佳指挥奖：克里克斯街上的圣徒（托马斯·希帕斯）
- 最佳舞蹈编导奖：睡衣游戏（鲍勃·福斯）
- 最佳舞台技师奖：彼得·潘（理查德·罗达）

## 第十届東妮奖（1956年）
- 最佳音乐剧奖：该死的美国佬
- 最佳音乐剧男演员奖：该死的美国佬（雷·沃尔斯顿）
- 最佳音乐剧女演员奖：该死的美国佬（格温·弗登）
- 最佳音乐剧男配角奖：该死的美国佬（拉斯·布朗）
- 最佳音乐剧女配角奖：三个便士的歌剧 (音乐剧)（罗特·雷耶）
- 最佳指挥奖：该死的美国佬（黑尔·赫斯汀）
- 最佳服装设计奖：管道之梦（艾尔温·柯特）
- 最佳舞蹈编导奖：该死的美国佬（鲍勃·福斯）
- 最佳舞台技师奖：该死的美国佬（哈里·格林）

## 第十一届東妮奖（1957年）
- 最佳音乐剧奖：窈窕淑女 (音乐剧)
- 最佳音乐剧男演员奖：窈窕淑女 (音乐剧)（雷克斯·哈里森）
- 最佳音乐剧女演员奖：铃声在响（朱迪·霍里德）
- 最佳音乐剧男配角奖：铃声在响（辛尼·卓别林）
- 最佳音乐剧女配角奖：李尔阿伯纳（艾迪斯·安达姆斯）
- 最佳导演奖：窈窕淑女 (音乐剧)（莫斯·哈特）
- 最佳指挥奖：窈窕淑女 (音乐剧)（法兰兹·阿雷尔）
- 最佳布景设计奖：窈窕淑女 (音乐剧)（奥里弗·史密斯）
- 最佳服装设计奖：窈窕淑女 (音乐剧)（辛塞尔·贝顿）
- 最佳舞蹈编导奖：李尔阿伯纳（麦克·基顿）

## 第十二届東妮奖（1958年）
- 最佳音乐剧奖：音乐人
- 最佳音乐剧男演员奖：音乐人（罗伯特·普雷斯顿）
- 最佳音乐剧女演员奖：城里新来的姑娘（瑟尔玛·李特尔，格温·维多）
- 最佳音乐剧男配角奖：音乐人（大卫·布恩）
- 最佳音乐剧女配角奖：音乐人（芭芭拉·库克）
- 最佳导演奖：音乐人（赫伯特·格林内）
- 最佳布景设计奖：西区故事 （奥里弗·史密斯）
- 最佳服装设计奖：西区故事 （艾林内·沙拉夫）
- 最佳舞蹈编导奖：西区故事 （傑洛·罗宾斯）
- 最佳舞台技师奖：忆起的时光（哈里·罗迈）

## 第十三届東妮奖（1959年）
- 最佳音乐剧奖：红头
- 最佳音乐剧男演员奖：红头（理查德·基利）
- 最佳音乐剧女演员奖：红头（格温·沃顿）
- 最佳音乐剧男配角奖：金锁（拉塞尔·尼佩），红头（里昂纳德·斯通）
- 最佳音乐剧女配角奖：金锁（帕特·斯坦利）
- 最佳导演奖：花鼓歌（萨尔瓦·托德尔·伊索拉）
- 最佳服装设计奖：红头（鲁宾·特-阿鲁图明安）
- 最佳舞蹈编导奖：红头（鲍勃·福斯）
- 最佳舞台技师奖：音乐人（山姆·奈普）

## 第十四届東妮奖（1960年）
- 最佳音乐剧奖：费奥雷洛
- 最佳音乐剧男演员奖：让我一个人待着（杰基·格利森）
- 最佳音乐剧女演员奖：音乐之声（玛丽·马丁）
- 最佳音乐剧男配角奖：费奥雷洛（汤姆·波斯利）
- 最佳音乐剧女配角奖：音乐之声（帕特里西亚·纽威）
- 最佳导演奖：音乐之声（文森特·J·唐尼修）
- 最佳指挥奖：音乐之声（弗里德里克·德万奇）
- 最佳布景设计奖：音乐之声（奥里弗·史密斯）
- 最佳服装设计奖：萨拉托加（赛西尔·比顿）
- 最佳舞蹈编导奖：德斯特利又驾车了（麦克·基顿）
- 最佳舞台技师奖：神奇的工人（约翰·瓦尔特斯）

## 第十五届東妮奖（1961年）
- 最佳音乐剧奖：再见了，小鸟
- 最佳音乐剧男演员奖：卡米洛特（理查德·伯顿）
- 最佳音乐剧女演员奖：依尔玛：亲爱的人（伊丽莎白·西尔）
- 最佳音乐剧男配角奖：再见了，小鸟（迪克·范·戴克）
- 最佳音乐剧女配角奖：永不沉没的莫里·布朗（坦米·格林姆斯）
- 最佳导演奖：再见了，小鸟（高尔·钱皮恩）
- 最佳指挥奖：卡米洛特（弗兰兹·阿勒斯）
- 最佳布景设计奖：卡米洛特（奥里弗·史密斯）
- 最佳服装设计奖：卡米洛特（阿德里安，托尼·杜魁特）

## 第十六届東妮奖（1962年）
- 最佳音乐剧奖：如何成功
- 最佳音乐剧男演员奖：如何成功（罗伯特·莫斯）
- 最佳音乐剧女演员奖：狂欢节 (音乐剧)（安娜·马若·阿尔伯盖蒂），无弦（戴尔汉·卡洛尔）
- 最佳音乐剧男配角奖：如何成功（查尔斯·尼尔森·雷利）
- 最佳音乐剧女配角奖：地铁是可供睡觉之处（菲利斯·纽曼）
- 最佳导演奖：如何成功（阿比·巴劳斯）
- 最佳指挥奖：如何成功（艾略特·劳伦斯）
- 最佳音乐剧作者奖：如何成功（阿比·巴劳斯，杰克·万斯托克，威利·吉尔伯特）
- 最佳音乐剧制作人奖：如何成功（西·富尔，欧内斯特·马丁）
- 最佳布景设计奖：狂欢节 (音乐剧)（威尔·史蒂文·阿姆斯特朗）
- 最佳服装设计奖：一个同性恋者的生活（路辛达·巴拉德）
- 最佳舞蹈编导奖：克瓦米那（艾格尼斯·德米尔），无弦（卓伊·莱顿）
- 特别奖：无弦（理查德·罗杰斯）

## 第十七届東妮奖（1963年）
- 最佳音乐剧奖：论坛路上的怪事
- 最佳音乐剧男演员奖：论坛路上的怪事（泽罗·莫斯特尔）
- 最佳音乐剧女演员奖：瓦托里奇（维维安·雷）
- 最佳音乐剧男配角奖：论坛路上的怪事（大卫·伯恩斯）
- 最佳音乐剧女配角奖：让世界停下，我要下车（安娜·奎尔）
- 最佳导演奖：论坛路上的怪事（乔治·阿波特）
- 最佳指挥奖：奥立弗 (音乐剧)（唐纳德·皮平）
- 最佳音乐剧作者奖：论坛路上的怪事（布尔特·谢维洛夫，拉里·吉尔匹特）
- 最佳音乐剧制作人奖：论坛路上的怪事（哈罗德·普林斯）
- 最佳音乐剧作词作曲奖：奥立弗 (音乐剧)（莱昂内尔·巴特）
- 最佳布景设计奖：奥立弗 (音乐剧)（西恩·肯尼）
- 最佳服装设计奖：小小的我（罗伯特·弗列切尔）
- 最佳舞蹈编导奖：小小的我（鲍勃·福斯）
- 最佳舞台技师奖：总统先生（索利·伯尼克）

## 第十八届東妮奖（1964年）
- 最佳音乐剧奖：你好多莉
- 最佳音乐剧男演员奖：狡猾（伯特·拉尔）
- 最佳音乐剧女演员奖：你好多莉（卡洛尔·钱宁）
- 最佳音乐剧男配角奖：她爱我（杰克·卡西蒂）
- 最佳音乐剧女配角奖：来吃晚餐的姑娘（特西·欧西尔）
- 最佳导演奖：你好多莉（高尔·钱皮恩）
- 最佳指挥奖：你好多莉（谢波德·科里曼）
- 最佳音乐剧作者奖：你好多莉（迈克尔·斯图沃特）
- 最佳音乐剧制作人奖：你好多莉（大卫·莫里克）
- 最佳音乐剧作词作曲奖：你好多莉（杰里·何曼）
- 最佳布景设计奖：你好多莉（奥立弗·史密斯）
- 最佳服装设计奖：你好多莉（弗雷蒂·威托普）
- 最佳舞蹈编导奖：你好多莉（高尔·钱皮恩）

## 第十九届東妮奖（1965年）
- 最佳音乐剧奖：屋顶上的小提琴手
- 最佳音乐剧男演员奖：屋顶上的小提琴手（泽罗·莫斯特尔）
- 最佳音乐剧女演员奖：赤色威胁（丽莎·明尼里）
- 最佳音乐剧男配角奖：哦，多可爱的战争（维克多·斯宾内蒂）
- 最佳音乐剧女配角奖：屋顶上的小提琴手（玛丽亚·卡洛娃）
- 最佳导演奖：屋顶上的小提琴手（杰罗姆·罗宾斯）
- 最佳音乐剧作者奖：屋顶上的小提琴手（约瑟夫·斯特恩）
- 最佳音乐剧制作人奖：屋顶上的小提琴手（哈罗德·普林斯）
- 最佳音乐剧作词作曲奖：屋顶上的小提琴手（杰里·波克，舍尔顿·哈尼克）
- 最佳布景设计奖：贝克街（奥立弗·史密斯）
- 最佳服装设计奖：屋顶上的小提琴手（帕特里西亚·齐普罗特）
- 最佳舞蹈编导奖：屋顶上的小提琴手（杰罗姆·罗宾斯）

## 第二十届東妮奖（1966年）
- 最佳音乐剧奖：唐·吉诃德 (音乐剧)
- 最佳音乐剧男演员奖：唐·吉诃德 (音乐剧)（理查德·基利）
- 最佳音乐剧女演员奖：妈咪（安吉拉·兰斯伯利）
- 最佳音乐剧男配角奖：妈咪（弗朗基·迈克尔斯）
- 最佳音乐剧女配角奖：妈咪（比特里斯·阿瑟）
- 最佳导演奖：唐·吉诃德 (音乐剧)（阿尔伯特·马里）
- 最佳音乐剧作词作曲奖：唐·吉诃德 (音乐剧)（米奇·雷，卓伊·达里恩）
- 最佳布景设计奖：唐·吉诃德 (音乐剧)（霍华德·贝）
- 最佳舞蹈编导奖：甜蜜的慈善（鲍勃·福斯）

## 第二十一届東妮奖（1967年）
- 最佳音乐剧奖：歌厅 (音乐剧)
- 最佳音乐剧男演员奖：我愿意！我愿意（罗伯特·普雷斯顿）
- 最佳音乐剧女演员奖：苹果树 (音乐剧)（芭芭拉·哈里斯）
- 最佳音乐剧男配角奖：歌厅 (音乐剧)（卓伊尔·格雷）
- 最佳音乐剧女配角奖：歌厅 (音乐剧)（佩格·莫雷）
- 最佳导演奖：歌厅 (音乐剧)（哈罗德·普林斯）
- 最佳音乐剧作词作曲奖：歌厅 (音乐剧)（约翰·坎德尔，弗雷德·艾伯）
- 最佳布景设计奖：歌厅 (音乐剧)（鲍里斯·阿龙森）
- 最佳服装设计奖：歌厅 (音乐剧)（帕特里西亚·齐普马特）
- 最佳舞蹈编导奖：歌厅 (音乐剧)（罗纳德·菲尔德）

## 第二十二届東妮奖（1968年）
- 最佳音乐剧奖：哈利路亚，宝贝
- 最佳音乐剧男演员奖：幸福时光 (音乐剧)（罗伯特·高列特）
- 最佳音乐剧女演员奖：那天的情人（帕特里西亚·劳特勒吉），哈利路亚，宝贝（莱斯丽·乌冈姆斯）
- 最佳音乐剧男配角奖：道琼斯现在怎样（海勒姆·舍尔曼）
- 最佳音乐剧女配角奖：哈利路亚，宝贝（利莲·海曼）
- 最佳导演奖：幸福时光 (音乐剧)（高尔·钱皮恩）
- 最佳音乐剧作词作曲奖：哈利路亚，宝贝（朱利·斯特恩，贝蒂·康登，阿道夫·格林）
- 最佳布景设计奖：金色彩虹（罗伯特·兰道夫），幸福时光（皮得·威克斯勒）
- 最佳服装设计奖：哈利路亚，宝贝（依林内·沙拉夫）
- 最佳舞蹈编导奖：幸福时光 (音乐剧)（高尔·钱皮恩）

## 第二十三届東妮奖（1969年）
- 最佳音乐剧奖：1776
- 最佳音乐剧男演员奖：许诺，许诺（查里·欧巴奇）
- 最佳音乐剧女演员奖：亲爱的世界（安吉拉·兰斯布里）
- 最佳音乐剧男配角奖：1776（罗纳德·赫尔盖特）
- 最佳音乐剧女配角奖：许诺，许诺（玛丽安·莫瑟）
- 最佳导演奖：1776（彼得·杭特）
- 最佳布景设计奖：佐尔巴（鲍里斯·阿龙森）
- 最佳服装设计奖：坎特布里的故事（劳顿·塞茵西尔）
- 最佳舞蹈编导奖：乔治·M（卓伊·莱顿）

## 第二十四届東妮奖（1970年）
- 最佳音乐剧奖：喝彩
- 最佳音乐剧男演员奖：贫民区（克列文·李特）
- 最佳音乐剧女演员奖：喝彩（劳伦·贝科尔）
- 最佳音乐剧男配角奖：椰子树（雷纳·奥伯琼诺伊斯）
- 最佳音乐剧女配角奖：贫民区（莫尔巴·莫尔）
- 最佳导演奖：喝彩（龙·菲尔德）
- 最佳布景设计奖：为我们大家哭泣（霍华德·贝）
- 最佳服装设计奖：椰子树（塞西尔·比顿）
- 最佳舞蹈编导奖：喝彩（龙·菲尔德）

## 第二十五届東妮奖（1971年）
- 最佳音乐剧奖：陪伴
- 最佳音乐剧男演员奖：罗思柴尔德家族（哈里·林登）
- 最佳音乐剧女演员奖：不，不，纳内蒂（海伦·加拉杰）
- 最佳音乐剧男配角奖：罗思柴尔德家族（基尼·科蒂斯）
- 最佳音乐剧女配角奖：不，不，纳内蒂（帕斯蒂·凯利）
- 最佳导演奖：陪伴（哈罗德·普林斯）
- 最佳音乐剧作者奖：陪伴（乔治·福斯）
- 最佳音乐剧作词作曲奖：陪伴（斯蒂芬·桑代姆）
- 最佳布景设计奖：陪伴（伯里斯·阿罗森）
- 最佳服装设计奖：不，不，纳内蒂（劳尔·本尼·杜·博伊斯）
- 最佳舞蹈编导奖：不，不，纳内蒂（唐纳德·沙德勒）
- 最佳灯光设计奖：故事剧场（H·R·波茵德克斯特）

## 第二十六届東妮奖（1972年）
- 最佳音乐剧奖：维罗纳的两个绅士
- 最佳音乐剧男演员奖：维罗纳的两个绅士（克里夫顿·戴维斯）
- 最佳音乐剧女演员奖：歌舞团（阿莱西斯·斯密斯）
- 最佳音乐剧男配角奖：论坛路上的怪事（拉里·布里顿）
- 最佳音乐剧女配角奖：内城（林达·霍普金斯）
- 最佳布景设计奖：歌舞团（鲍里斯·阿龙森）
- 最佳服装设计奖：歌舞团（弗罗伦斯·科洛茨）
- 最佳舞蹈编导奖：歌舞团（米歇尔·贝内特）
- 特别奖：屋顶上的小提琴手

## 第二十七届東妮奖（1973年）
- 最佳音乐剧奖：小夜曲 (音乐剧)
- 最佳音乐剧男演员奖：高级苹果（本·维林）
- 最佳音乐剧女演员奖：小夜曲 (音乐剧)（格林尼斯·约翰斯）
- 最佳音乐剧男配角奖：依林娜（乔治·S·俄温）
- 最佳音乐剧女配角奖：小夜曲 (音乐剧)（帕特里西亚·艾略特）
- 最佳导演奖：高级苹果（鲍勃·福斯）
- 最佳音乐剧脚本奖：小夜曲 (音乐剧)（哈·维勒）
- 最佳音乐剧作词作曲奖：小夜曲 (音乐剧)（斯蒂芬·桑代姆）
- 最佳布景设计奖：高级苹果（托尼·瓦尔顿）
- 最佳服装设计奖：小夜曲 (音乐剧)（弗罗伦斯·科洛茨）
- 最佳舞蹈编导奖：高级苹果（鲍勃·福斯）
- 最佳灯过设计奖：高级苹果（朱利斯·费舍）

## 第二十八届東妮奖（1974年）
- 最佳音乐剧奖：葡萄干 (音乐剧)
- 最佳音乐剧男演员奖：葡萄干 (音乐剧)（卓伊·莫顿）
- 最佳音乐剧女演员奖：葡萄干 (音乐剧)（弗吉尼亚·卡佩斯）
- 最佳音乐剧男配角奖：跷跷板 (音乐剧)（托米·图思）
- 最佳音乐剧女配角奖：在这儿（詹妮·塞尔）
- 最佳导演奖：坎戴德（哈罗德·普林斯）
- 最佳音乐剧脚本奖：坎戴德（哈·维勒）
- 最佳音乐剧作词作曲奖：吉姬 (音乐剧)（弗雷德里克·洛伊，阿兰·杰·勒纳）
- 最佳布景设计奖：坎戴德（弗兰尼·李，尤金尼·李）
- 最佳服装设计奖：坎戴德（弗兰尼·李）
- 最佳舞蹈编导奖：跷跷板（米歇尔·贝内特）
- 最佳灯光设计奖：夜城的尤利西斯（朱丽斯·费舍）
- 特别奖：坎戴德

## 第二十九届東妮奖（1975年）
- 最佳音乐剧奖：天才 (音乐剧)
- 最佳音乐剧男演员奖：舍南多（约翰·卡伦姆）
- 最佳音乐剧女演员奖：吉普塞 (音乐剧)（安吉拉·兰斯布里）
- 最佳音乐剧男配角奖：天才 (音乐剧)（特德·罗斯）
- 最佳音乐剧女配角奖：天才 (音乐剧)（蒂·蒂·布里吉沃特）
- 最佳导演奖：天才 (音乐剧)（吉欧夫雷·霍德）
- 最佳音乐剧脚本奖：舍南多（詹姆斯·李·巴雷特，彼得·尤德尔，菲利蒲·罗斯）
- 最佳音乐剧作词作曲奖：天才 (音乐剧)（查尔斯·史密斯）
- 最佳服装设计奖：天才 (音乐剧)（吉欧夫雷·霍德）
- 最佳舞蹈编导奖：天才 (音乐剧)（乔治·费森）

## 第三十届東妮奖（1976年）
- 最佳音乐剧奖：平步青云
- 最佳音乐剧男演员奖：我可爱的女士（乔治·罗斯）
- 最佳音乐剧女演员奖：平步青云（唐娜·麦克奇尼）
- 最佳音乐剧男配角奖：平步青云（萨米·威廉斯）
- 最佳音乐剧女配角奖：平步青云（卡罗尔·比绍普）
- 最佳导演奖：平步青云（米歇尔·贝内特）
- 最佳音乐剧脚本奖：平步青云（詹姆斯·科克伍德，尼古拉斯·丹特）
- 最佳音乐剧作词作曲奖：平步青云（马文·汉利什，艾德华·克列邦）
- 最佳布景设计奖：太平洋序曲（鲍里斯·阿龙森）
- 最佳服装设计奖：太平洋序曲（弗罗伦斯·科洛茨）
- 最佳舞蹈编导奖：平步青云（米歇尔·贝内特，鲍勃·阿维安）
- 最佳灯光设计奖：平步青云（沙龙·莫瑟）
- 特别奖：马克西姆·平克斯
- 劳伦斯·兰格纳奖：乔治·阿波特

## 第三十一届東妮奖（1977年）
- 最佳音乐剧奖：安妮 (音乐剧)
- 最佳重演剧奖：波吉与贝丝 (音乐剧)
- 最佳音乐剧男演员奖：强盗新郎（巴里·波斯特维克）
- 最佳音乐剧女演员奖：安妮 (音乐剧)（多罗西·劳顿）
- 最佳音乐剧男配角奖：我爱我的妻子（伦尼·贝克）
- 最佳音乐剧女配角奖：无法拥抱上帝（德洛雷斯·哈尔）
- 最佳导演奖：我爱我的妻子（基尼·萨克斯）
- 最佳音乐剧脚本奖：安妮 (音乐剧)（托马斯·米汉）
- 最佳音乐剧作词作曲奖：安妮 (音乐剧)（查尔斯·斯特劳斯，马丁·钱宁）
- 最佳布景设计奖：安妮 (音乐剧)（大卫·米切尔）
- 最佳服装设计奖：安妮 (音乐剧)（瑟欧尼·V·阿尔德霍吉），樱桃园（桑托·洛科斯托）
- 最佳舞蹈编导奖：安妮 (音乐剧)（彼得·吉纳罗）
- 最佳灯光设计奖：樱桃园（詹妮弗·蒂普顿）
- 特别奖：巴里·马尼诺，戴安娜·罗丝

## 第三十二届東妮奖（1978年）
- 最佳音乐剧奖：时候搞错了
- 最佳音乐剧男演员奖：在二十世纪（约翰·库龙姆）
- 最佳音乐剧女演员奖：场（丽莎·明尼里）
- 最佳音乐剧男配角奖：在二十世纪（凯文·科林）
- 最佳音乐剧女配角奖：时候搞错了（内尔·卡特）
- 最佳导演奖：时候搞错了（理查德·小马尔特比）
- 最佳音乐剧脚本奖：在二十世纪（贝蒂·康登，阿道夫·格林）
- 最佳音乐剧作词作曲奖：在二十世纪（西·科里曼，贝蒂·康登，阿道夫·格林）
- 最佳布景设计奖：在二十世纪（罗宾·瓦格纳）
- 最佳舞蹈编导奖：跳舞（鲍勃·福斯）
- 最佳灯光设计奖：跳舞（朱丽斯·费舍）

## 第三十三届東妮奖（1979年）
- 最佳音乐剧奖：斯维尼·托德
- 最佳音乐剧男演员奖：斯维尼·托德（伦·卡里欧）
- 最佳音乐剧女演员奖：斯维尼·托德（安吉拉·兰斯布里）
- 最佳音乐剧男配角奖：德州最棒的小妓院（亨得森·福西斯）
- 最佳音乐剧女配角奖：德州最棒的小妓院（卡琳·格里恩）
- 最佳导演奖：斯维尼·托德（哈罗德·普林斯）
- 最佳音乐剧脚本奖：斯维尼·托德（哈·维勒）
- 最佳音乐剧作词作曲奖：斯维尼·托德（斯蒂芬·桑代姆）
- 最佳布景设计奖：斯维尼·托德（尤吉尼·李）
- 最佳服装设计奖：斯维尼托德（弗兰尼·李）
- 最佳舞蹈编导奖：舞厅 (音乐剧)（米歇尔·贝内特，鲍勃·阿维安）
- 最佳灯光设计奖：平步青云（沙龙·莫瑟）
- 特别奖：亨利·方达

## 第三十四届東妮奖（1980年）
- 最佳音乐剧奖：艾薇塔 (音乐剧)
- 最佳音乐剧男演员奖：巴尔努姆（吉姆·戴尔）
- 最佳音乐剧女演员奖：艾薇塔 (音乐剧)（帕蒂·鲁旁）
- 最佳音乐剧男配角奖：艾薇塔 (音乐剧)（曼迪·帕丁金）
- 最佳音乐剧女配角奖：白天在好莱坞，夜晚在乌克兰（普里西拉·洛佩兹）
- 最佳导演奖：艾薇塔 (音乐剧)（哈罗德·普林斯）
- 最佳音乐剧脚本奖：艾薇塔 (音乐剧)（蒂姆·莱斯）
- 最佳音乐剧作词作曲奖：艾薇塔 (音乐剧)（安德鲁·韦伯，蒂姆·莱斯）
- 最佳服装设计奖：巴尔努姆（特欧尼·V·阿尔德霍吉）
- 最佳舞蹈编导奖：白天在好莱坞，夜晚在乌克兰（托米·图恩，托米·威尔士）
- 最佳灯光设计奖：艾薇塔 (音乐剧)（大卫·何塞）

## 第三十五届東妮奖（1981年）
- 最佳音乐剧奖：第42街
- 最佳音乐剧男演员奖：潘赞斯的海盗（凯文·科林）
- 最佳音乐剧女演员奖：老妇（劳伦·贝利尔）
- 最佳音乐剧男配角奖：聪明的夫人们（希尔顿·巴托尔）
- 最佳音乐剧女配角奖：老妇（玛丽琳·库伯）
- 最佳导演奖：潘赞斯的海盗（威尔福德·李奇）
- 最佳音乐剧脚本奖：老妇（彼得·斯通）
- 最佳音乐剧作词作曲奖：老妇（约翰·坎德尔，弗雷德·艾伯）
- 最佳舞蹈编导奖：第42街（高尔·钱皮恩）

## 第三十六届東妮奖（1982年）
- 最佳音乐剧奖：九岁
- 最佳音乐剧男演员奖：梦幻女孩（本·哈内）
- 最佳音乐剧女演员奖：梦幻女孩（詹妮弗·哈里代）
- 最佳音乐剧男配角奖：梦幻女孩（克列文特·德里克斯）
- 最佳音乐剧女配角奖：九岁（丽莲·蒙特维奇）
- 最佳导演奖：九岁（托米·图恩）
- 最佳音乐剧脚本奖：梦幻女孩（汤姆·艾恩）
- 最佳音乐剧作词作曲奖：九岁（莫瑞·叶森）
- 最佳布景设计奖：尼古拉斯·尼科列比的生活和历险（约翰·纳皮尔，德蒙特·海耶斯）
- 最佳服装设计奖：九岁（威廉·艾维·林）
- 最佳舞蹈编导奖：梦幻女孩（米歇尔·贝内特，迈克尔·彼得斯）
- 最佳灯光设计奖：梦幻女孩（沙龙·莫瑟）

## 第三十七届東妮奖（1983年）
- 最佳音乐剧奖：猫  (音乐剧)
- 最佳重演剧奖：足尖上
- 最佳音乐剧男演员奖：我的唯一（托米·图恩）
- 最佳音乐剧女演员奖：足尖上（纳塔里亚·巴卡罗娃）
- 最佳音乐剧男配角奖：我的唯一（查尔斯·科利斯）
- 最佳音乐剧女配角奖：猫  (音乐剧)（贝蒂·巴克雷）
- 最佳导演奖：猫  (音乐剧)（特里沃·南）
- 最佳布景设计奖：K2（李名覺）
- 最佳音乐剧脚本奖：猫  (音乐剧)（艾略特）
- 最佳音乐剧作词作曲奖：猫  (音乐剧)（安德鲁·韦伯）
- 最佳服装设计奖：猫  (音乐剧)（约翰·纳皮尔）
- 最佳舞蹈编导奖：我的唯一（托米·图恩，托米·瓦尔什）
- 最佳灯光设计奖：猫  (音乐剧)（大卫·何塞）

## 第三十八届東妮奖（1984年）
- 最佳音乐剧奖：鸟笼
- 最佳音乐剧男演员奖：鸟笼（乔治·何恩）
- 最佳音乐剧女演员奖：滑冰场（奇塔·雷沃拉）
- 最佳音乐剧男配角奖：跳踢踏舞的小伙子（辛顿·巴托）
- 最佳音乐剧女配角奖：佐尔巴（里拉·克德罗萨）
- 最佳导演奖：鸟笼（阿瑟·劳伦茨）
- 最佳音乐剧脚本奖：鸟笼（哈维·菲尔斯坦）
- 最佳音乐剧作词作曲奖：鸟笼（杰里·何曼）
- 最佳布景设计奖：星期日与乔治在公园（托尼·斯特莱吉斯）
- 最佳服装设计奖：鸟笼（特欧尼·V·阿尔德雷吉）
- 最佳舞蹈编导奖：跳踢踏舞的小伙子（丹尼·丹尼尔斯）
- 最佳灯光设计奖：星期日与乔治在公园（理查德·尼尔森）
- 特别奖：平步青云

## 第三十九届東妮奖（1985年）
- 最佳音乐剧奖：大河 (音乐剧)
- 最佳音乐剧男配角奖：大河 (音乐剧)（龙·理查森）
- 最佳音乐剧女配角奖：研磨（列兰尼·琼斯）
- 最佳导演奖：大河 (音乐剧)（德斯·麦克安那夫）
- 最佳音乐剧脚本奖：大河 (音乐剧)（威廉·豪普特曼）
- 最佳音乐剧作词作曲奖：大河 (音乐剧)（罗杰·米勒）
- 最佳布景设计奖：大河 (音乐剧)（海迪·兰德斯曼）
- 最佳服装设计奖：研磨（弗罗伦斯·科洛茨）
- 最佳灯光设计奖：大河（理查德·雷德尔）

## 第四十届東妮奖（1986年）
- 最佳音乐剧奖：神秘故事
- 最佳重演剧奖：甜蜜的慈善
- 最佳音乐剧男演员奖：神秘故事（乔治·罗斯）
- 最佳音乐剧女演员奖：歌与舞（伯纳德特·彼得斯）
- 最佳音乐剧男配角奖：甜蜜的慈善（迈克尔·鲁皮尔特）
- 最佳音乐剧女配角奖：甜蜜的慈善（贝比·诺依沃斯）
- 最佳导演奖：神秘故事（威尔福德·李奇）
- 最佳音乐剧脚本奖：神秘故事（鲁皮尔特·霍尔姆斯）
- 最佳音乐剧作词作曲奖：神秘故事（鲁皮尔特·霍尔姆斯）
- 最佳服装设计奖：甜蜜的慈善（帕特里西亚·齐普罗特）
- 最佳舞蹈编导奖：大交易（鲍勃·福斯）

## 第四十一届東妮奖（1987年）
- 最佳音乐剧奖：悲惨世界 (音乐剧)
- 最佳重演剧奖：尼古拉斯·尼克列比的生活和历险
- 最佳音乐剧男演员奖：我和我的姑娘（罗伯特·林德赛）
- 最佳音乐剧女演员奖：我和我的姑娘（玛丽安妮·普兰凯特）
- 最佳音乐剧男配角奖：悲惨世界 (音乐剧)（迈克尔·马格尔）
- 最佳音乐剧女配角奖：悲惨世界 (音乐剧)（弗兰西斯·鲁菲尔）
- 最佳导演奖：悲惨世界 (音乐剧)（特里沃·南）
- 最佳音乐剧脚本奖：悲惨世界 (音乐剧)（阿兰·鲍伯利，克劳德-米歇尔·勋伯格）
- 最佳音乐剧作词作曲奖：悲惨世界 (音乐剧)（克劳德-米歇尔·勋伯格，赫伯特·克雷兹莫，阿兰·鲍伯利）
- 最佳布景设计奖：悲惨世界 (音乐剧)（约翰·纳皮尔）
- 最佳服装设计奖：星光快车（约翰·纳皮尔）
- 最佳舞蹈编导奖：我和我的姑娘（吉莲·格利高里）
- 最佳灯光设计奖：悲惨世界 (音乐剧)（大卫·何塞）

## 第四十二届東妮奖（1988年）
- 最佳音乐剧奖：歌剧魅影
- 最佳重演剧奖：任何事情在进行
- 最佳音乐剧男演员奖：歌剧魅影（迈克尔·克罗福德）
- 最佳音乐剧女演员奖：小红帽（琼纳·格里森）
- 最佳音乐剧男配角奖：任何事情在进行（比尔·麦卡瑟）
- 最佳音乐剧女配角奖：歌剧魅影（朱迪·凯耶）
- 最佳导演奖：歌剧魅影（哈罗德·普林斯）
- 最佳音乐剧脚本奖：小红帽（詹姆斯·拉宾）
- 最佳音乐剧作词作曲奖：小红帽（斯蒂芬·桑代姆）
- 最佳布景设计奖：歌剧魅影（玛丽亚·布琼森）
- 最佳服装设计奖：歌剧魅影（玛丽亚·布琼森）
- 最佳舞蹈编导奖：任何事情在进行（迈克尔·斯缪因）
- 最佳灯光设计奖：歌剧魅影（安德鲁·布里奇）

## 第四十三届東妮奖（1989年）
- 最佳音乐剧奖：傑罗·罗宾斯的百老汇
- 最佳音乐剧男演员奖：杰罗姆·罗宾斯的百老汇（杰森·亚历山大）
- 最佳音乐剧女演员奖：黑与蓝（鲁斯·布朗）
- 最佳音乐剧男配角奖：杰罗姆·罗宾斯的百老汇（斯科特·怀斯）
- 最佳音乐剧女配角奖：杰罗姆·罗宾斯的百老汇（德比·夏皮罗）
- 最佳导演奖：杰罗姆·罗宾斯的百老汇（杰罗姆·罗宾斯）
- 最佳服装设计奖：黑与蓝（克劳迪亚·塞格维亚，赫克托·奥里佐利）
- 最佳舞蹈编导奖：黑与蓝（恰利·阿特金斯，亨利·李唐，弗兰基·曼宁，法雅德·尼古拉斯）
- 最佳灯光设计奖：杰罗姆·罗宾斯的百老汇（詹妮弗·蒂普顿）

## 第四十四届東妮奖（1990年）
- 最佳音乐剧奖：天使之城 (音乐剧)
- 最佳重演剧奖：吉普塞 (音乐剧)
- 最佳音乐剧男演员奖：天使之城 (音乐剧)（詹姆斯·诺顿）
- 最佳音乐剧女演员奖：吉普塞 (音乐剧)（泰·戴利）
- 最佳音乐剧男配角奖：大饭店 (音乐剧)（迈克尔·杰特）
- 最佳音乐剧女配角奖：天使之城 (音乐剧)（兰迪·格拉夫）
- 最佳导演奖：大饭店 (音乐剧)（托米·图恩）
- 最佳音乐剧脚本奖：天使之城 (音乐剧)（拉里·吉尔巴特）
- 最佳音乐剧作词作曲奖：天使之城 (音乐剧)（赛伊·科尔曼，戴维·季佩尔）
- 最佳布景设计奖：天使之城 (音乐剧)（罗宾·沃尔顿）
- 最佳服装设计奖：大饭店 (音乐剧)（桑托·拉奎斯托）
- 最佳舞蹈编导奖：大饭店 (音乐剧)（托米·图恩）
- 最佳灯光设计奖：大饭店 (音乐剧)（朱尔斯·费希尔）

## 第四十五届東妮奖（1991年）
- 最佳音乐剧奖：罗杰斯歌舞团
- 最佳重演剧奖：屋顶上的小提琴手
- 最佳音乐剧男演员奖：西贡小姐（乔纳森·普赖斯）
- 最佳音乐剧女演员奖：西贡小姐（利·沙萨达）
- 最佳音乐剧男配角奖：秘密花园（戴西·伊根）
- 最佳导演奖：罗杰斯歌舞团（托米·图恩）
- 最佳音乐剧脚本奖：秘密花园（马什·诺曼）
- 最佳音乐剧作词作曲奖：罗杰斯歌舞团（赛伊·科尔曼，贝迪·康登，阿道夫·格林）
- 最佳布景设计奖：秘密花园（海蒂·兰兹曼）
- 最佳舞蹈编导奖：罗杰斯歌舞团（托米·图恩）
- 最佳灯光设计奖：罗杰斯歌舞团（朱尔斯·费希尔）

## 第四十六届東妮奖（1992年）
- 最佳音乐剧奖：为你疯狂
- 最佳重演剧奖：少男少女
- 最佳音乐剧男演员奖：杰利的最后一次混乱（格雷戈里·海因斯）
- 最佳音乐剧女演员奖：少男少女（费思·普林斯）
- 最佳音乐剧男配角奖：最幸福的费拉（斯科特·瓦拉）
- 最佳音乐剧女配角奖：假嗓子的歌手们（托亚·平克思）
- 最佳导演奖：少男少女（杰里·扎克斯）
- 最佳音乐剧脚本奖：假嗓子的歌手们（威廉姆·费恩，詹姆斯·拉宾）
- 最佳音乐剧作词作曲奖：假嗓子的歌手们（威廉·芬恩）
- 最佳布景设计奖：少男少女（托尼·沃尔顿）
- 最佳服装设计奖：为你疯狂（威廉·艾维朗）
- 最佳舞蹈编导奖：为你疯狂（苏珊·斯特洛曼）
- 最佳灯光设计奖：杰利的最后一次混乱（米尔斯·费希尔）

## 第四十七届東妮奖（1993年）
- 最佳音乐剧奖：蜘蛛女之吻
- 最佳音乐剧男演员奖：蜘蛛女之吻（布伦特·卡弗）
- 最佳音乐剧女演员奖：蜘蛛女之吻（奇塔·里维拉）
- 最佳音乐剧男配角奖：蜘蛛女之吻（安东尼·克里维罗）
- 最佳音乐剧女配角奖：我喜欢的年份（安德列亚·马丁）
- 最佳导演奖：托米（迪斯·麦坎夫）
- 最佳音乐剧脚本奖：蜘蛛女之吻（特雷斯·麦克纳利）
- 最佳音乐剧作词作曲奖：蜘蛛女之吻（约翰·坎德尔，弗雷德·艾伯），托米（彼得·汤仙德）
- 最佳布景设计奖：托米（约翰·阿诺依）
- 最佳服装设计奖：蜘蛛女之吻（弗罗伦斯·克洛茨）
- 最佳舞蹈编导奖：托米（韦恩·西兰托）
- 最佳灯光设计奖：托米（查尔斯·帕瑞）
- 特别奖：俄克拉荷马

## 第四十八届東妮奖（1994年）
- 最佳音乐剧奖：激情
- 最佳重演剧奖：旋转木马
- 最佳音乐剧男演员奖：她爱我（博伊德·盖恩斯）
- 最佳音乐剧女演员奖：激情（唐娜·默菲）
- 最佳音乐剧男配角奖：该死的美国佬（洛德·埃米克）
- 最佳导演奖：旋转木马（尼古拉斯·哈耶特）
- 最佳音乐剧脚本奖：激情（詹姆斯·拉宾）
- 最佳音乐剧作词作曲奖：激情（斯蒂芬·桑代姆）
- 最佳布景设计奖：旋转木马（鲍勃·克劳利）
- 最佳服装设计奖：美女与野兽（安·霍德-沃德）
- 最佳舞蹈编导奖：该死的美国佬（斯蒂芬·桑代姆）
- 最佳灯光设计奖：激情 (音乐剧)（贝沃里·艾蒙斯）

參見：東妮獎